# Två kvinnor (1980)
Två kvinnor (originaltitel: Richard's Things) är en brittisk dramafilm från 1980 i regi av Anthony Harvey. Filmen hade premiär vid filmfestivalen i Venedig i september 1980.

## Handling
Efter sin mans död upptäcker hustrun att han har haft en älskare. Deras gemensamma smärta och kärlek för dem samman.

## Rollista (urval)
- Liv Ullmann – Kate Morris
- Amanda Redman – Josie
- Peter Burton – Colonel
- Tim Pigott-Smith – Peter
- Elizabeth Spriggs – Mrs Sells

## Utmärkelser
- 1980 – Filmfestivalen i Venedig – Volpipokalen för bästa kvinnliga skådespelare, Liv Ullman